# Родкерк
Родкерк (нід. Roodkerk) — село в нідерландській провінції Фрисландія. Входить до муніципалітету Дантюмадел. Його населення станом на 2017 рік складало 185 осіб.